# Ларрі Браун (баскетболіст)
Ларрі Браун (англ. Larry Brown, 14 вересня 1940) — американський баскетболіст.
Олімпійський чемпіон 1964 року.
Переможець Маккабіади 1961 року.
Як помічник тренера: олімпійський чемпіон 2000 року.
Як головний тренер: бронзовий призер Олімпійських ігор 2004 року.
Чемпіон Америки 2003 року.